# ناحیه اشمور، شهرستان کولز، ایلینوی
ناحیه اشمور، شهرستان کولز، ایلینوی (به انگلیسی: Ashmore Township) یک منطقهٔ مسکونی در ایالات متحده آمریکا است که در شهرستان کولز، ایلینوی واقع شده‌است. ناحیه اشمور ۱٬۳۶۴ نفر جمعیت دارد و ۲۱۱ متر بالاتر از سطح دریا واقع شده‌است.